# Campeonato Paulista de Futebol de 1913 (APEA)
O Campeonato de Foot-Ball da Associação Paulista de Sports Athleticos de 1913 foi a 1.ª edição do campeonato organizado pela APEA, jogado pelos clubes paulistas filiados a esta associação. É reconhecido como legítima edição do Campeonato Paulista de Futebol pela FPF. É um dos dois torneios reconhecidos oficialmente pela Federação Paulista de Futebol como o Campeonato Paulista de Futebol daquela temporada. 
Seu campeão foi o Clube Atlético Paulistano, ficando o Mackenzie com o vice-campeonato.
Disputado entre 13 de maio e 11 de outubro, contou com as três equipes dissidentes da LPF.
Todos os confrontos da liga foram disputados no campo do Velódromo Paulistano. Em nove jogos, foram marcados 36 gols (uma média de 4,0 por partida).

## História
A FPF reconhece oficialmente duas competições como legítimas edições do Campeonato Paulista de Futebol de 1913, cada uma das quais organizadas por uma entidade diferente, uma pela Associação Paulista de Esportes Atléticos e outra pela Liga Paulista de Foot-Ball.
Naquele ano, pela primeira vez, houve uma cisão na elite do futebol paulistano, por conta de disputas políticas. Descontentes com a LPF, um grupo liderado pelo Club Athletico Paulistano abandonou a tradicional entidade e resolveu criar uma liga paralela na cidade de São Paulo, organizada pela recém-fundada APEA (ou APSA, segundo a grafia original).
O estopim do rompimento foi a possibilidade da LPF aceitar a adesão de clubes de origem popular - como o Sport Club Corinthians Paulista - e a troca do campo oficial do campeonato - a liga fechou com um aluguel exclusivo com o Germânia, proprietário do Parque da Antarctica Paulista, em detrimento do Velódromo de São Paulo, pertencente ao Paulistano.
Assim, por quatro temporadas, o futebol na cidade de São Paulo teria duas ligas rivais oficiais.

## Participantes
- Atlética das Palmeiras
- Mackenzie
- Paulistano

## Tabela
- 13 de maio de 1913 Paulistano 2 x 1 Mackenzie
- 1 de junho de 1913 Paulistano 2 x 2 AA das Palmeiras
- 7 de junho de 1913 AA das Palmeiras 3 x 2 Mackenzie
- 6 de julho de 1913 AA das Palmeiras 1 x 2 Paulistano
- 14 de julho de 1913 AA das Palmeiras 5 x 2 Mackenzie
- 15 de agosto de 1913 Mackenzie 5 x 0 Paulistano
- 6 de setembro de 1913 Mackenzie 4 x 1 Paulistano
- 14 de setembro de 1913 Paulistano 1 x 0 AA das Palmeiras
- 11 de outubro de 1913 Mackenzie 2 x 1 AA das Palmeiras

## Jogo do título
Paulistano 1–0 Atlética das Palmeiras - Velódromo de São Paulo (14 de setembro de 1913)
- Paulistano e Atlética das Palmeiras fizeram uma espécie de final: ambos tinham 5 pontos e lideravam. Era o último jogo do Paulistano e só interessava vencer. O Mackenzie torcia para empate, para caso vencesse seu último jogo força-se desempate. O Paulistano venceu e o Mackenzie estava eliminado. À Atlética, restava vencer o Mackenzie e empatar em pontos, forçando desempate. Porém perdeu e o título ficou com o Paulistano.

### Classificação final
| Classificação - Final | Classificação - Final  | Classificação - Final | Classificação - Final | Classificação - Final | Classificação - Final | Classificação - Final | Classificação - Final | Classificação - Final | Classificação - Final |
| Time | Time                   | PG                    | J                     | V                     | E                     | D                     | GP                    | GC                    | SG                    |
| --- | ---------------------- | --------------------- | --------------------- | --------------------- | --------------------- | --------------------- | --------------------- | --------------------- | --------------------- |
| 1 | Paulistano             | 7                     | 6                     | 3                     | 1                     | 2                     | 8                     | 13                    | - 5                   |
| 2 | Mackenzie              | 6                     | 6                     | 3                     | 0                     | 3                     | 16                    | 12                    | 4                     |
| 3 | Atlética das Palmeiras | 5                     | 6                     | 2                     | 1                     | 3                     | 12                    | 11                    | 1                     |
| PG - pontos ganhos; J - jogos; V - vitórias; E - empates; D - derrotas; GP - gols pró; GC - gols contra; SG - saldo de gols |                        |                       |                       |                       |                       |                       |                       |                       |                       |

Com este resultado, o Paulistano sagrou-se campeão paulista pela APEA

## Premiação
| Campeão Paulista de 1913 |
| ------------------------ |
| PAULISTANO (3º título)   |